# Promecognathus laevissimus
Promecognathus laevissimus är en skalbaggsart som beskrevs av Pierre François Marie Auguste Dejean. Promecognathus laevissimus ingår i släktet Promecognathus och familjen jordlöpare. Inga underarter finns listade i Catalogue of Life.